# Amstel Gold Race
L'Amstel Gold Race és una clàssica ciclista que es disputa a la província de Limburg, als Països Baixos durant la primavera.
La primera cursa l'organitzà Herman Krott el 30 d'abril de 1966. Acostumava a acabar a la ciutat de Maastricht, tot i que des del 2003 finalitza al mont Cauberg, al municipi de Valkenburg. Entre 1989 i el 2004 va formar part de la Copa del Món de ciclisme i actualment forma part del programa de l'UCI WorldTour.
El seu nom prové de son patrocinador principal, la indústria de cervesa Amstel (que al seu torn pren el nom d'un riu, l'Amstel, que no passa pel Limburg).
Tot i que la zona on es disputa la cursa, Limburg, no forma part de les Ardenes ni geogràficament ni geològicament, sovint es considera la cursa d'obertura de la Setmana de les Ardenes, primera de les tres curses que formen part de les Clàssiques de les Ardenes.

## Palmarès
| Any  | Vencedor                 | Segon                       | Tercer                      |         |
| ---- | ------------------------ | --------------------------- | --------------------------- | ------- |
| 1966 | Jean Stablinski          | Bernard Van De Kerckhove    | Jan Hugens                  |         |
| 1967 | Arie den Hartog          | Cees Lute                   | Harry Steevens              |         |
| 1968 | Harry Steevens           | Roger Rosiers               | Daniel Van Ryckeghem        |         |
| 1969 | Guido Reybrouck          | Jos Huysmans                | Eddy Merckx                 |         |
| 1970 | Georges Pintens          | Willy Van Neste             | André Dierickx              |         |
| 1971 | Frans Verbeeck           | Gerben Karstens             | Roger Rosiers               |         |
| 1972 | Walter Planckaert        | Willy De Geest              | Joop Zoetemelk              |         |
| 1973 | Eddy Merckx              | Frans Verbeeck              | Herman Van Springel         |         |
| 1974 | Gerrie Knetemann         | Walter Planckaert           | Walter Godefroot            |         |
| 1975 | Eddy Merckx              | Freddy Maertens             | Joseph Bruyère              |         |
| 1976 | Freddy Maertens          | Jan Raas                    | Luc Leman                   |         |
| 1977 | Jan Raas                 | Gerrie Knetemann            | Hennie Kuiper               |         |
| 1978 | Jan Raas                 | Francesco Moser             | Joop Zoetemelk              |         |
| 1979 | Jan Raas                 | Henk Lubberding             | Sven-Åke Nilsson            |         |
| 1980 | Jan Raas                 | Alfons De Wolf              | Sean Kelly                  |         |
| 1981 | Bernard Hinault          | Roger De Vlaeminck          | Alfons De Wolf              |         |
| 1982 | Jan Raas                 | Stephen Roche               | Gregor Braun                |         |
| 1983 | Phil Anderson            | Jan Bogaert                 | Jan Raas                    |         |
| 1984 | Jacques Hanegraaf        | Kim Andersen                | Patrick Versluys            |         |
| 1985 | Gerrie Knetemann         | Jozef Lieckens              | Johnny Broers               |         |
| 1986 | Steven Rooks             | Joop Zoetemelk              | Ronny Van Holen             |         |
| 1987 | Joop Zoetemelk           | Steven Rooks                | Malcolm Elliott             |         |
| 1988 | Jelle Nijdam             | Steven Rooks                | Claude Criquielion          |         |
| 1989 | Eric Van Lancker         | Claude Criquielion          | Steve Bauer                 |         |
| 1990 | Adri van der Poel        | Luc Roosen                  | Jelle Nijdam                |         |
| 1991 | Frans Maassen            | Maurizio Fondriest          | Dirk De Wolf                |         |
| 1992 | Olaf Ludwig              | Johan Museeuw               | Dmitri Konyschew            |         |
| 1993 | Rolf Järmann             | Gianni Bugno                | Jens Heppner                |         |
| 1994 | Johan Museeuw            | Bruno Cenghialta            | Marco Saligari              |         |
| 1995 | Mauro Gianetti           | Davide Cassani              | Beat Zberg                  |         |
| 1996 | Stefano Zanini           | Mauro Bettin                | Johan Museeuw               |         |
| 1997 | Bjarne Riis              | Andrea Tafi                 | Beat Zberg                  |         |
| 1998 | Rolf Järmann             | Maarten den Bakker          | Michele Bartoli             |         |
| 1999 | Michael Boogerd          | Lance Armstrong             | Gabriele Missaglia          |         |
| 2000 | Erik Zabel               | Michael Boogerd             | Markus Zberg                |         |
| 2001 | Erik Dekker              | Lance Armstrong             | Serge Baguet                |         |
| 2002 | Michele Bartoli          | Serguei Ivanov              | Michael Boogerd             |         |
| 2003 | Alekszandr Vinokurov     | Michael Boogerd             | Danilo Di Luca              |         |
| 2004 | Davide Rebellin          | Michael Boogerd             | Paolo Bettini               |         |
| 2005 | Danilo Di Luca           | Michael Boogerd             | Mirko Celestino             |         |
| 2006 | Fränk Schleck            | Steffen Wesemann            | Michael Boogerd             |         |
| 2007 | Stefan Schumacher        | Davide Rebellin             | Danilo Di Luca              |         |
| 2008 | Damiano Cunego           | Fränk Schleck               | Alejandro Valverde Belmonte |         |
| 2009 | Serguei Ivanov           | Karsten Kroon               | Robert Gesink               |         |
| 2010 | Philippe Gilbert         | Ryder Hesjedal              | Enrico Gasparotto           |         |
| 2011 | Philippe Gilbert         | Joaquim Rodríguez i Oliver  | Simon Gerrans               |         |
| 2012 | Enrico Gasparotto        | Jelle Vanendert             | Peter Sagan                 |         |
| 2013 | Roman Kreuziger          | Alejandro Valverde Belmonte | Simon Gerrans               |         |
| 2014 | Philippe Gilbert         | Jelle Vanendert             | Simon Gerrans               |         |
| 2015 | Michał Kwiatkowski       | Alejandro Valverde Belmonte | Michael Matthews            |         |
| 2016 | Enrico Gasparotto        | Michael Valgren Andersen    | Sonny Colbrelli             |         |
| 2017 | Philippe Gilbert         | Michał Kwiatkowski          | Michael Albasini            |         |
| 2018 | Michael Valgren Andersen | Roman Kreuziger             | Enrico Gasparotto           |         |
| 2019 | Mathieu van der Poel     | Simon Clarke                | Jakob Fuglsang              |         |
| 2020 | suspesa                  | suspesa                     | suspesa                     | suspesa |
| 2021 | Wout van Aert            | Thomas Pidcock              | Maximilian Schachmann       |         |
| 2022 | Michał Kwiatkowski       | Benoît Cosnefroy            | Tiesj Benoot                |         |
| 2023 | Tadej Pogačar            | Ben Healy                   | Thomas Pidcock              |         |
| 2024 | Thomas Pidcock           | Marc Hirschi                | Tiesj Benoot                |         |
| 2025 | Mattias Skjelmose        | Tadej Pogačar               | Remco Evenepoel             |         |

### Palmarès per ciclista
| #  | Ciclista                 | Victòries | Anys                          |
| -- | ------------------------ | --------- | ----------------------------- |
| 1. | Jan Raas (NED)           | 5         | 1977, 1978, 1979, 19807, 1982 |
| 2. | Philippe Gilbert (BEL)   | 4         | 2010, 2011, 2014, 2017        |
| 3  | Eddy Merckx (BEL)        | 2         | 1973, 1975                    |
| 3  | Gerrie Knetemann (NED)   | 2         | 1974, 1985                    |
| 3  | Rolf Jaermann (SUI)      | 2         | 1993, 1998                    |
| 3  | Enrico Gasparotto (ITA)  | 2         | 2012, 2016                    |
| 3  | Michał Kwiatkowski (POL) | 2         | 2015, 2022                    |

### Palmarès per país
| #          | País          | Victòries |
| ---------- | ------------- | --------- |
| 1.         | Països Baixos | 18        |
| 2.         | Bèlgica       | 14        |
| 3.         | Itàlia        | 7         |
| 4.         | Suïssa        | 3         |
| 4.         | Alemanya      | 3         |
| 6.         | França        | 2         |
| 6.         | Dinamarca     | 2         |
| 6.         | Polònia       | 2         |
| 9.         |               |           |
| Austràlia  | 1             |           |
| Txèquia    | 1             |           |
| Kazakhstan | 1             |           |
| Luxemburg  | 1             |           |
| Rússia     | 1             |           |
| Eslovènia  | 1             |           |
| Regne Unit | 1             |           |